# 双片苣苔
双片苣苔（学名：Didymostigma obtusum）为苦苣苔科双片苣苔属下的一个种。